# Cot Nambak
Cot Nambak is een bestuurslaag in het regentschap Aceh Besar van de provincie Atjeh, Indonesië. Cot Nambak telt 230 inwoners (volkstelling 2010).